# 魏勒斯維斯特米爾格拉本河
50°46′17.60″N 6°50′21.94″E / 50.7715556°N 6.8394278°E

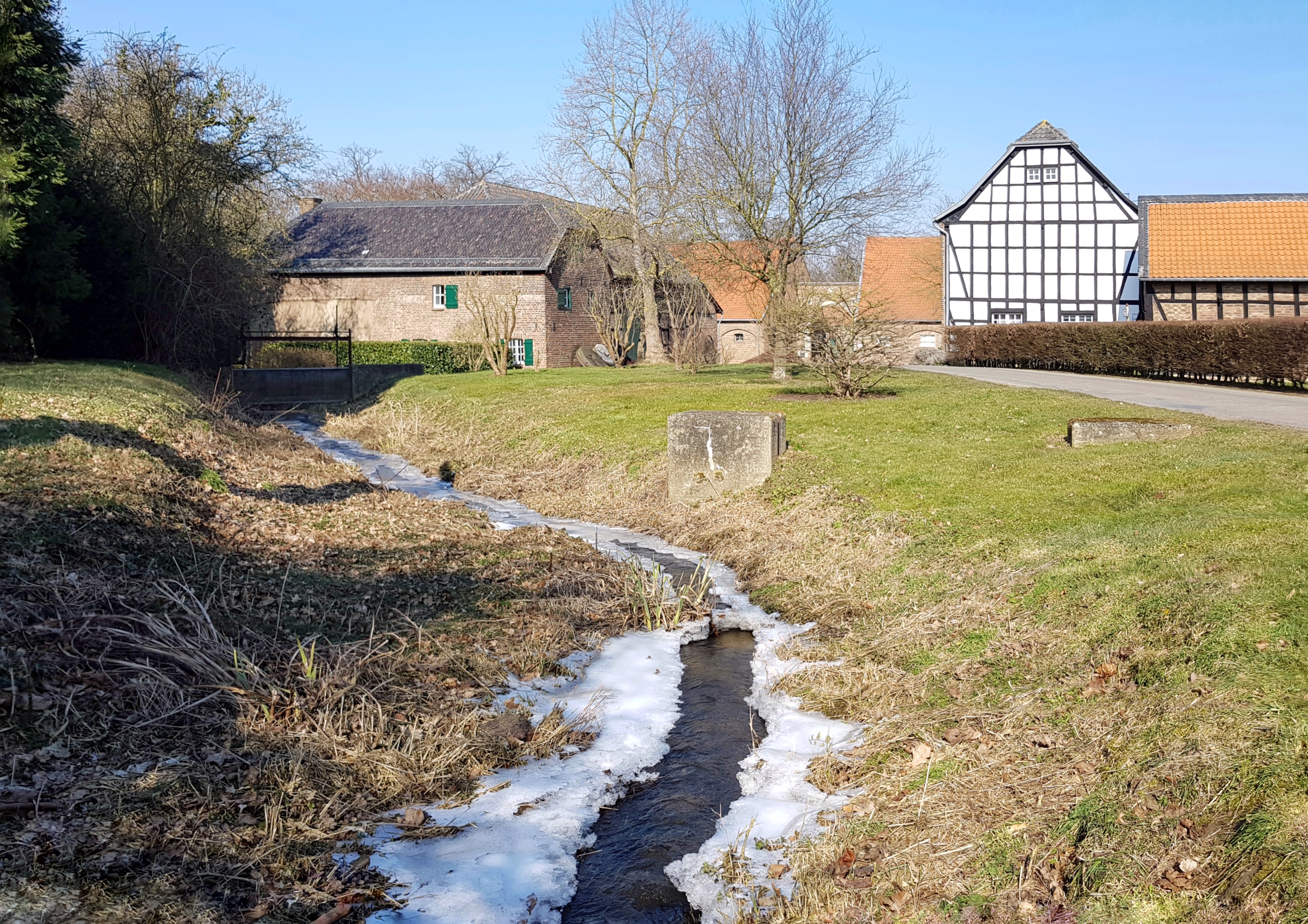

魏勒斯維斯特米爾格拉本河（德語：Weilerswister Mühlgraben），是德國的河流，位於該國西部，處於北萊茵-威斯特法倫州，屬於斯維斯特河的左支流，河道全長2.9公里。